# Джордж Уийлър
Джордж Уийлър (на английски: George Montague Wheeler; * 9 октомври 1942, Графтън, Масачузетс, САЩ; † 3 май 1905, Ню Йорк, САЩ) е американски изследовател и картограф, известен като изследовател на американския запад.

## Биография
Роден е в семейството на Джон Уийлър и Мириам Даниелс. Завършва Военната академия на САЩ през 1866 като шести в класа си, след което е причислен като лейтанант в корпуса на инженерите в американската армия. Служи в Калифорния от 1866 до 1871 година.
През 1872 американският конгрес инициира амбициозен план за картографиране на американската територия на запад от стотния меридиан. Експедицията носи името на Уийлър и се предвожда от него. Картографира територии в Аризона, Невада и Калифорния. През 1873 заедно с Тимоти О‘Съливън се изкачват с три кораба срещу течението на река Колорадо, за да фотографират Големия каньон. Експедицията приключва през 1879 година, а в същата година е повишен в капитан. Пенсионира се през 1888 и умира през 1905 година.

## Памет
- Неговото име носят планински върхове в Невада и Ню Мексико и геологичен феномен в Южно Колорадо.